# Sofia Boutella
Sofia Boutella (sinh ngày 3 tháng 4 năm 1982) là một vũ công, người mẫu và diễn viên Algeria. Cô nổi tiếng chủ yếu là khiêu vũ hip-hop và khiêu vũ đường phố, và đã tham gia trong các chiến dịch quảng cáo của Nike Women. Boutella đã thủ vai chính Eva trong StreetDance 2 (2012), Ara trong Monsters: Dark Continent (2014), Gazelle in Mật vụ Kingsman (2015), và một chiến binh ngoài hành tinh tên là Jaylah trong Star Trek Beyond (2016). Cô đóng vai chính trong bộ phim sắp tới của Xác ướp (2017).

## Tiểu sử
Boutella sinh ở quận Bab El Oued của Algiers, con gái của nam nhạc công nhạc jazz Safy Boutella và mẹ là kiến trúc sư. Cô bắt đầu học khiêu vũ cổ điển ở tuổi lên 5, và ở tuổi 10 vào năm 1992, cô rời khỏi Algeria cùng với gia đình và chuyển đến Pháp, nơi cô bắt đầu thể dục nhịp điệu, và gia nhập đội tuyển quốc gia Pháp vào năm 18 tuổi..

## Nghề nghiệp
Boutella đã nhảy hip hop và street dance, và là thành viên của một nhóm có tên là Vagabond Crew, người đã chiến thắng giải Battle of the Year năm 2006. Cô cũng tham gia vào một nhóm có tên "Chienne de Vie và Aphrodites" do Momo sáng tạo từ Vagabond Phi hành đoàn. Sofia tốt nghiệp Đại học Âm nhạc Berklee
Boutella đã tập luyện từ năm 17 tuổi với biên đạo múa Blanca Li. Cô đã nhảy múa trong một số bộ phim và truyền hình xuất hiện, cũng như quảng cáo thương mại và các tour hòa nhạc.
Bước đột phá của cô đến vào năm 2007, khi cô được tuyển chọn cho vũ đạo Jamie King cho Nike, như một mô hình vai trò của nữ tính và hip hop [4]. Đây là một sự gia tăng lớn trong sự nghiệp của cô và dẫn dắt thêm nhiều công việc cùng với các ngôi sao như Madonna, Confessions Tour, và Rihanna.
Boutella đã tham gia thử giọng cho buổi hòa nhạc của Michael Jackson This Is It concerts nhưng mặc dù đã thành công, nhưng không thể tham dự vì sự kéo dài chuyến lưu diễn của Madonna mà có ngày trùng với cuộc sống của Jackson. Tháng 2 năm 2011, cô là nhân vật chính trong video âm nhạc cho"Hollywood Tonight" bởi Michael Jackson.
Boutella đóng vai nhân vật chính Eva trong bộ phim StreetDance 2, hần tiếp theo của StreetDance 3D, và cùng đóng vai chính trong Kingsman: The Secret Service. Cô thủ vai một chiến binh tên là Jaylah trong phim Star Trek Beyond, phát hành vào ngày 22 tháng 7 năm 2016.
Những ảnh hưởng của cô bao gồm Fred Astaire, Jean-Michel Basquiat, Daniel Day-Lewis, và Bob Fosse.